# Nextjet
Nextjet var under en period Sveriges största regionala flygbolag, med Stockholm-Arlanda som huvudflygplats. Linjenätet inkluderade 21 orter, de flesta i Sverige, men även i Danmark, Finland och Norge. Huvudkontoret låg från 2013 på Stockholm-Arlanda flygplats. 
Flygbolaget grundades av ett antal piloter, som efter att ha sett lågkonjunkturen drabba flygindustrin 2001 bestämde sig för att starta ett nytt flygbolag. 
Den 14 maj 2018 ansökte Nextjet om konkurs och ställde in samtliga flygningar.

## Historik

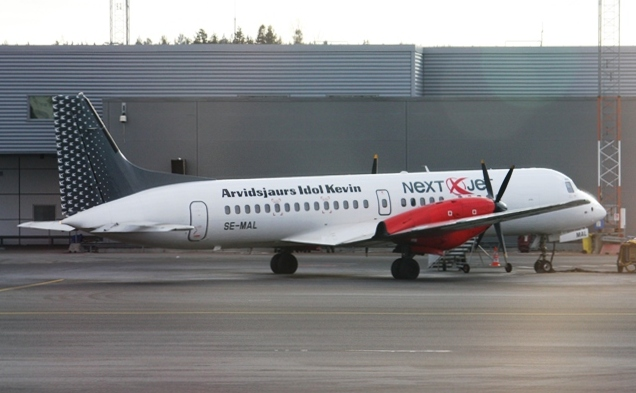
En BAe ATP i Nextjet-färger.

Bolaget grundades 2002 under namnet "NEX Time Jet" och godkändes av Transportstyrelsen att bedriva trafikflygverksamhet två år senare. Det första flygplanet var en Beech 200 med blygsamma 9 passagerarplatser, men väl lämpat för taxiflygverksamhet både inom Sverige och i Europa.
Senare utökades taxiflygverksamheten till att även innefatta affärsjetflygplan, av modellerna Citation Bravo och Excel. Det var också ifrån den här tiden som bolaget fick sitt nuvarande namn "Nextjet"
År 2005 anskaffades ytterligare Beechflygplan, men nu av den större modellen 1900D. Denna var bättre lämpad för den nya, reguljära passagerartrafiken som lanserades.
Två år senare köptes Saab 340 som ett större komplement. 
År 2008 startade NextJet ett flertal nya linjer med flygplan av typen British Aerospace ATP.
År 2013 köptes Nextjet upp av den mindre researrangören Höga Kusten Flyg. Den nya koncernen hade över 300 anställda och en omsättning på över 500 miljoner kronor. Sammanlagt bedrevs med 14 flygplan trafik till 18 destinationer i Sverige, Norge och Finland (inklusive Åland).
Nextjet blev i april 2016 medlem i branschorganisationen IATA.
Den 16 maj 2018 ansökte Nextjet om konkurs.

## Flygrutter
Nextjet trafikerade vid upplösningen av bolaget följande rutter, de flesta från navet Stockholm Arlanda Airport:
- Arlanda - Lycksele - Arvidsjaur
  - Statligt upphandlad (Trafikverket)
- Arlanda - Örnsköldsvik - Gällivare
  - Gällivare: Statligt upphandlad (Trafikverket)
  - Trafikerades av Astra Airlines
- Arlanda - Vilhelmina - Hemavan-Tärnaby
  - Statligt upphandlad (Trafikverket)
- Arlanda - Jönköping
- Arlanda - Karlstad
- Arlanda - Karleby Jakobstad
- Arlanda - Kramfors (Höga Kusten Airport)
- Arlanda - Mariehamn - Åbo
- Arlanda - Björneborg - Helsingfors
- Göteborg Landvetter - Sundsvall Timrå - Luleå
  - Trafikerades av Voyageur Airways
- Göteborg Landvetter - Umeå - Karleby Jakobstad
- Tromsø - Luleå - Uleåborg
  - Marknadsfördes som Arctic Airlink
  - Trafikerades delvis av Voyageur Airways
  - Uleåborg, Tromsø: Trafikerades på statligt uppdrag

Extra flygrutter under Almedalsveckan:
- Visby - Arlanda
- Visby - Jönköping
- Visby - Karlstad

## Flotta och ombordservice
I mars 2017 bestod Nextjets flotta av följande flygplan:

British Aerospace ATP-flygmaskinerna utvecklades och monterades av BAE i Prestwick, och SAAB 340-flygplanen av SAAB i Linköping. Nextjets flygplansflotta roterades kontinuerligt från de olika linjerna, med hänsyn taget till passagerarantal, årstid, tekniskt underhåll, med mera. Ombordservice med försäljning av mat och dryck samt fullständiga rättigheter fanns på varje flygning, men konceptet varierade beroende på sträcka och tidpunkt för resan. NextJet hade också en egen ombordtidning, "Above", som producerades i samarbete med Spenner Media.